# Posizione a uovo

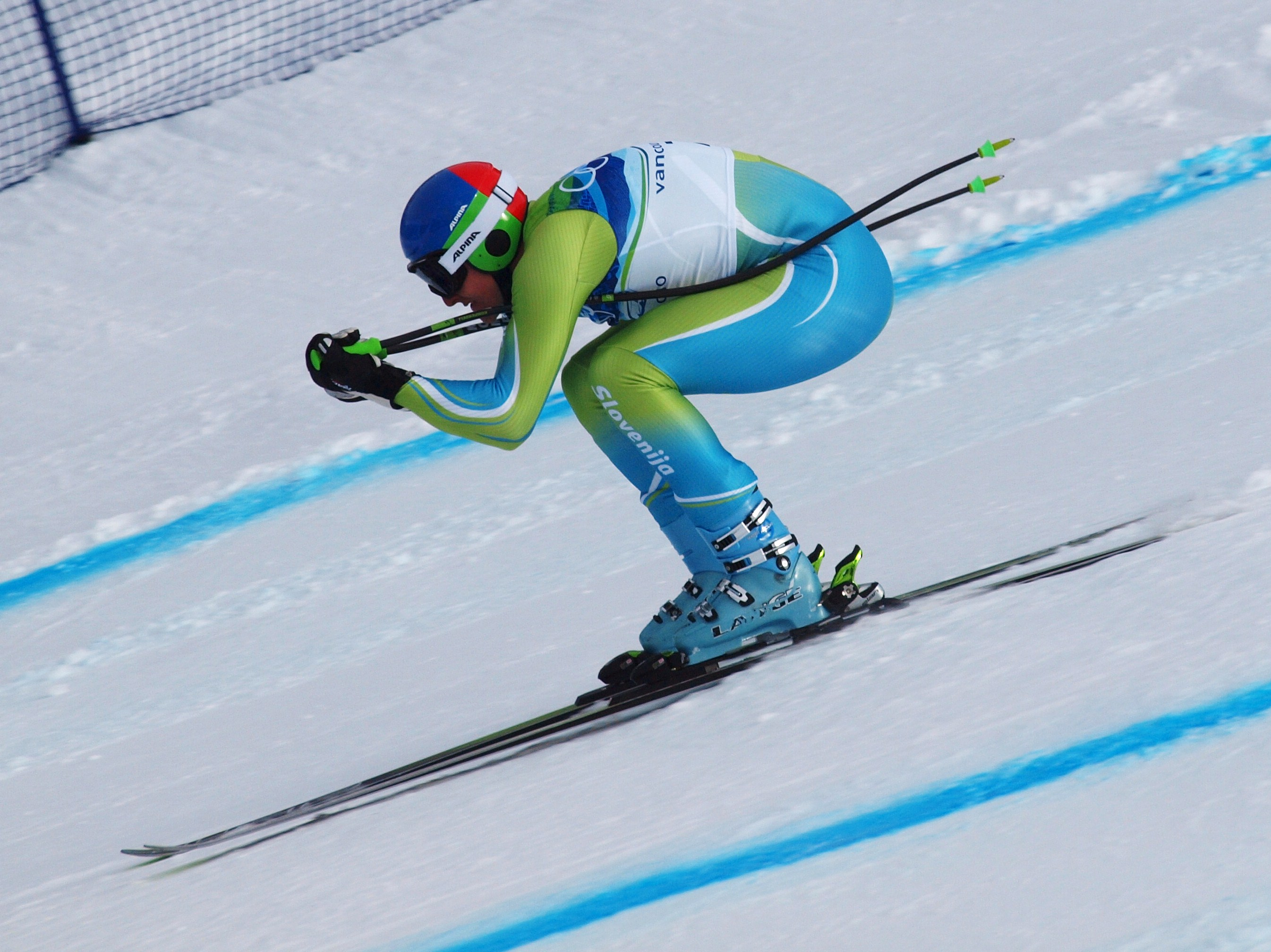
Lo sloveno Andrej Šporn in posizione a uovo durante la discesa libera olimpica di

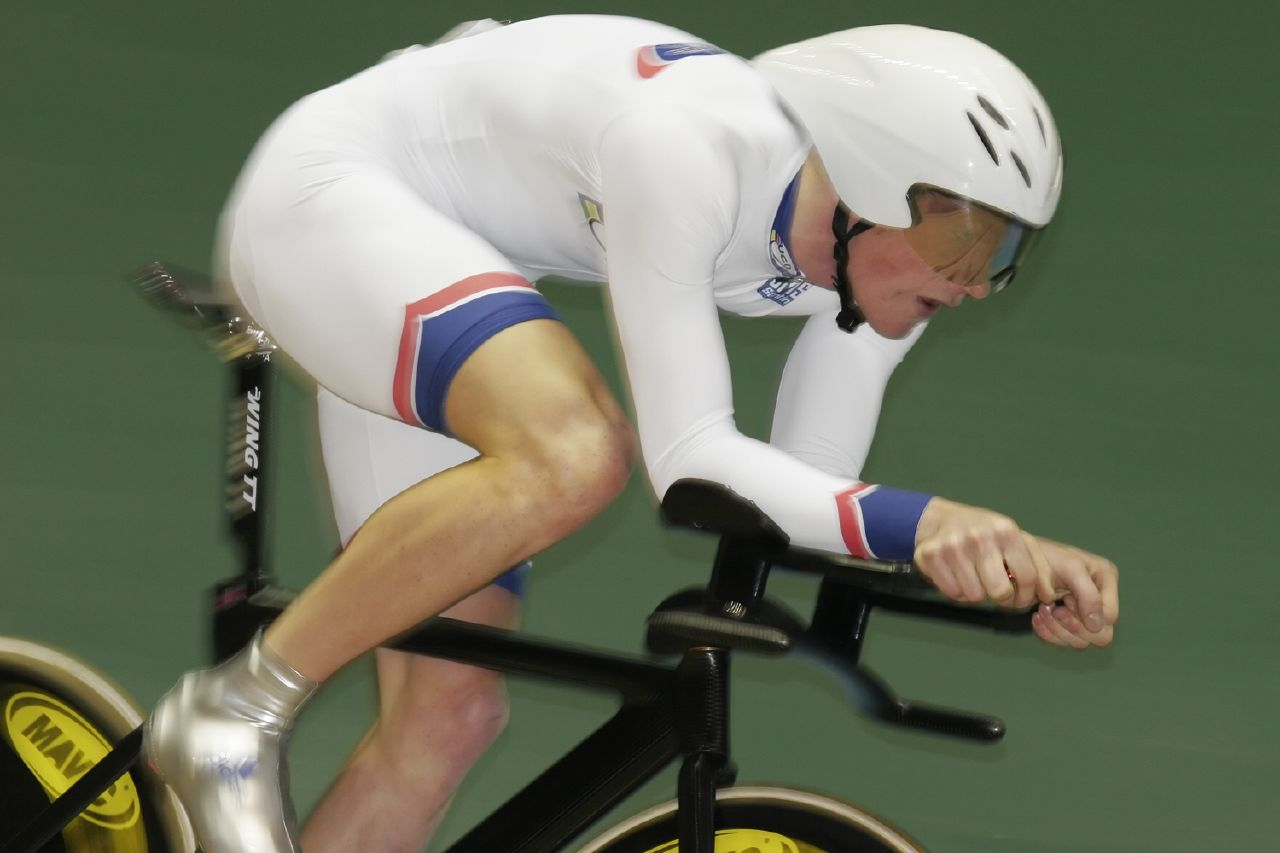
Posizione a uovo nel ciclismo su pista

La posizione a uovo è una posizione tipica dello sci alpino volta ad avere una maggiore aerodinamicità ed è molto usata nelle discipline veloci ma anche in quelle tecniche come lo slalom gigante ed il supergigante.

Consiste nel portare le racchette sotto le ascelle, le mani di fronte alla faccia e chiudendo l'angolo posteriore degli arti inferiori portare i gomiti davanti alle ginocchia. Questo comporta una diminuzione della superficie di impatto del corpo con l'aria e quindi permette di acquisire maggiore velocità. 
Non si sa con precisione chi fu il primo sciatore ad utilizzarla. Infatti già negli anni cinquanta l'italiano Zeno Colò cercava di essere più aerodinamico durante la discesa, con quella che fu più tardi chiamata posizione "a uovo alto". Il francese Jean Vuarnet la migliorò e l'utilizzò con successo alle Olimpiadi invernali del 1960 e in seguito fu ulteriormente perfezionata da altri atleti. Notevole è stato anche il contributo dovuto a nuovi materiali, che offrono una minore resistenza all'aria, e agli studi nella galleria del vento.
Tale posizione rannicchiata è anche molto nota nel ciclismo su pista.